# Cat Whitehill
Catherine Reddick Whitehill (Richmond, Virginia, Estados Unidos; 10 de febrero de 1982) de soltera: Catherine Anne Reddick, es una exfutbolista estadounidense. Jugaba como defensa y su último equipo fue el Boston Breakers de la National Women's Soccer League de Estados Unidos.

## Clubes
| Club                | País           | Año         |
| ------------------- | -------------- | ----------- |
| New Jersey Wildcats | Estados Unidos | 2005        |
| Washington Freedom  | Estados Unidos | 2009 - 2010 |
| Atlanta Beat        | Estados Unidos | 2011        |
| Boston Breakers     | Estados Unidos | 2012 - 2015 |

## Palmarés

### Campeonatos internacionales
| Título           | Equipo                      | Sede   | Año  |
| ---------------- | --------------------------- | ------ | ---- |
| Juegos Olímpicos | Selección de Estados Unidos | Atenas | 2004 |